# Euophrys vestita
Euophrys vestita är en spindelart som beskrevs av Władysław Taczanowski 1878. Euophrys vestita ingår i släktet Euophrys och familjen hoppspindlar. Inga underarter finns listade i Catalogue of Life.